# Club Broncos UNAH
El Club Broncos de la Universidad Nacional Autónoma de Honduras fue un club hondureño de fútbol con sede en la ciudad de Tegucigalpa, capital de la república de Honduras.

## Historia
El equipo jugó en la Liga Nacional al fusionarse con el CD Broncos y Pumas de la UNAH. 
El subcampeonato logrado por fue en el año de 1983 de la mano del técnico: José de la Paz Herrera, conocido como "Chelato Uclés".
En los últimos años el club ha pasado una tremenda crisis financiera por falta de patrocinadores y afición. Por todo esto, sus directivos han probado diferentes formas de solucionar su situación económica.
La directiva ha llevado al club, a jugar su partidos de local fuera de su sede; Tegucigalpa. Entre las ciudades en las cuales la Universidad ha probado suerte se encuentran: Danlí, Siguatepeque, y últimamente a Choluteca.
El 4 de abril del 2007 a sólo tres fechas de terminar el campeonato regular del torneo clausura 2006-2007 del fútbol hondureño, el Broncos de la UNAH fue relegado a la segunda división después de perder contra el Motagua por marcador de 1-4. 
En la actualidad, el equipo felino desapareció como club propiedad de la Universidad Nacional Autónoma de Honduras UNAH, todo por insolvencia económica, y la Universidad Pedagógica Nacional tomó su lugar; actuando en la segunda división.
En la actualidad la UNAH, es la única universidad de América Latina, que no cuenta con un club oficial de fútbol en competencia, en ligas profesionales o semiprofesionales. Para el caso, Guatemala cuenta en la primera división con la USAC, El Salvador con la UES, Nicaragua con la UNICA y Costa Rica con la UCR.

## Palmarés
- Liga Nacional de Fútbol de Honduras: 0

Subcampeón (1): 1983-84
- Liga de Ascenso de Honduras: 2

1986, 1995

## Jugadores

### Jugadores destacados
- Roberto Abruzzesse (1970-1971)
- "Venado" Castro (2000)
- Eugenio Dolmo Flores (2001)
- Marcelo Ferreira (1999-2000)
- Angélica Aguilar (2021-actualidad)

## Entrenadores destacados
- Alfonso Uclés (1979)
- Chelato Uclés (1983)
- Héctor Vargas (1997-1999)
- Gilberto Yearwood (1999-2000)
- Flavio Ortega (2000)
- Héctor Vargas (2000-2002) (2004-2005)